# Вања Мијатовић
Вања Мијатовић (Рођена као Ивана Мијатовић) (Краљево, 7. јануар 1986) српска је певачица.

## Биографија
У Краљеву је завршила основну и средњу Економску школу 2004. године.
Рођена је у музичкој породици и са пет година је заволела певање, када је имала наступ у вртићу. Има брата Владана, који је магистар џез клавира.

## Каријера
Након завршетка средње школе, Мијатовићева је почела интензивније да се бави музиком, када је 2005. године наступала са групом Jaz са својим оцем. Затим је одлучила да пређе у бенд , са којим је отишла у Беч, где је као певачица наступала пола године.
Када се вратила из Беча, прешла је у бенд , са којим је три године наступала у Србији, региону и највише у Републици Српској.
Године 2009, Мијатовићева је напустила бенд и почела сарадњу са музичким оркестром Александра Аце Софронијевића, са којим често наступа и данас.
Мијатовићева је остварила наступе на неким фестивалима, те је 2008. године певала на фестивалу забавне музике у Врњачкој Бањи, као и на Радијском фестивалу, да би се 2009. године представила песмом „Лед и жар” на Беовизији.
Мијатовићева је учествовала у шестој сезони музичког такмичења Звезде Гранда, али није остварила неке значајније резултате. Затим је 2013. године учествовала у петој сезони ријалити-шоуа Фарма, након тога је учествовала У другој сезони шоуа Твоје лице звучи познато, 2014. године.

### Спотови
| Спот               | Година | Режисер              |
| ------------------ | ------ | -------------------- |
| Кошта ме           | 2014.  | Харис Дубица         |
| Врати крај         | 2016.  | Харис Дубица         |
| Љубав убија        | 2016.  | Tropical Life is Fun |
| Није љубав то      | 2017.  | TOXIC ENTERTAINMENT  |
| Скупо би те платио | 2020.  | TOXIC ENTERTAINMENT  |
| Пенелопа           | 2020.  | TOXIC ENTERTAINMENT  |
| Контра смер        | 2022.  | TOXIC ENTERTAINMENT  |
| Богиња             | 2022.  | TOXIC ENTERTAINMENT  |
| Таман              | 2024.  | HIT RADIO UZIVO      |